# Epidendrum cuneatum
Epidendrum cuneatum är en orkidéart som beskrevs av Rudolf Schlechter. Epidendrum cuneatum ingår i släktet Epidendrum och familjen orkidéer. Inga underarter finns listade i Catalogue of Life.